# Catedral de la Asunción (Ceuta)
La catedral de Ceuta se encuentra situada en el espacio conocido desde época portuguesa como «La Ciudad», en un promontorio al sudeste de la zona interfosos y fue construida sobre una mezquita de la época de dominación árabe (711-1415). Durante el sitio de los 30 años fue hospital de sangre.

## Historia
El testimonio de ocupación más antiguo se remonta al siglo VII a. C., momento en el que fueron construidas una serie de viviendas de planta ortogonal, con diverso grado de complejidad, organizadas en torno a una calle. Esta fase de ocupación viene a sustituir a otra anterior, mal conocida, caracterizada por la existencia de cabañas de planta oval y paredes de adobe. Las cabañas documentadas en la primera fase de Ceuta tienen paralelismos con el cercano yacimiento de Kach Kouch, ubicado en el valle de Ued Lau, donde también se han documentado estructuras de este tipo con una cronología similar.
Desde ese momento hasta nuestros días el lugar ha sido ocupado de manera continua.
Sobre una primitiva iglesia cristiana, que algunos investigadores han identificado con la construida en el siglo VI por el emperador Justiniano I, fue levantada la antigua Mezquita Mayor de Ceuta, obra arquitectónica de enorme riqueza a tenor de las descripciones conservadas, que sufrió diversas ampliaciones y de la que apenas nada se conserva.
Tras la conquista lusa de 1415 esta mezquita fue transformada en templo cristiano con las adaptaciones que fueron necesarias y de las que apenas contamos con noticias. El paso del tiempo y los daños sufridos por las incidencias bélicas provocaron la ruina del edificio y la necesidad de levantar un nuevo templo proyectado a finales del siglo XVII por el arquitecto Juan de Ochoa. Su construcción se inicia en 1686 pero no fue consagrada hasta 1726 a la Asunción de Nuestra Señora, debido en buena medida a las dificultades sufridas a consecuencia del gran cerco a que fue sometida Ceuta en esos años.
El proyecto de Ochoa preveía la construcción de un templo de planta rectangular sin crucero, tres naves y testero plano. La cabecera se compartimentaba en tres espacios el mayor de los cuales albergaba la Capilla Mayor. A ambos lados se disponían la Capilla del Sacramento (Sagrario) y una tercera capilla suprimida a comienzos del siglo XIX a fin de destinar ese espacio a dependencias capitulares. El cuerpo de iglesia se estructuraba en cuatro espacios longitudinales divididos por pilares de sección cuadrangular que apeaban bóvedas de medio cañón. En el centro de la nave se situaba el coro que quedaba unido al presbiterio por un largo pasillo delimitado por una balaustrada de hierro.
Los cuatro pilares maestros, en forma de L, apean sendos arcos formeros sobre los que descansa la media naranja rematada en cupulín con linterna.
Originalmente las cubiertas formaban terrazas hasta que en 1763 se tejó la nave del Evangelio y dos años más tarde se hizo lo mismo con las dos restantes.
La catedral contaba con dos puertas exteriores, la principal a los pies con acceso desde la Plaza de África y una segunda desde la nave de la Epístola. 

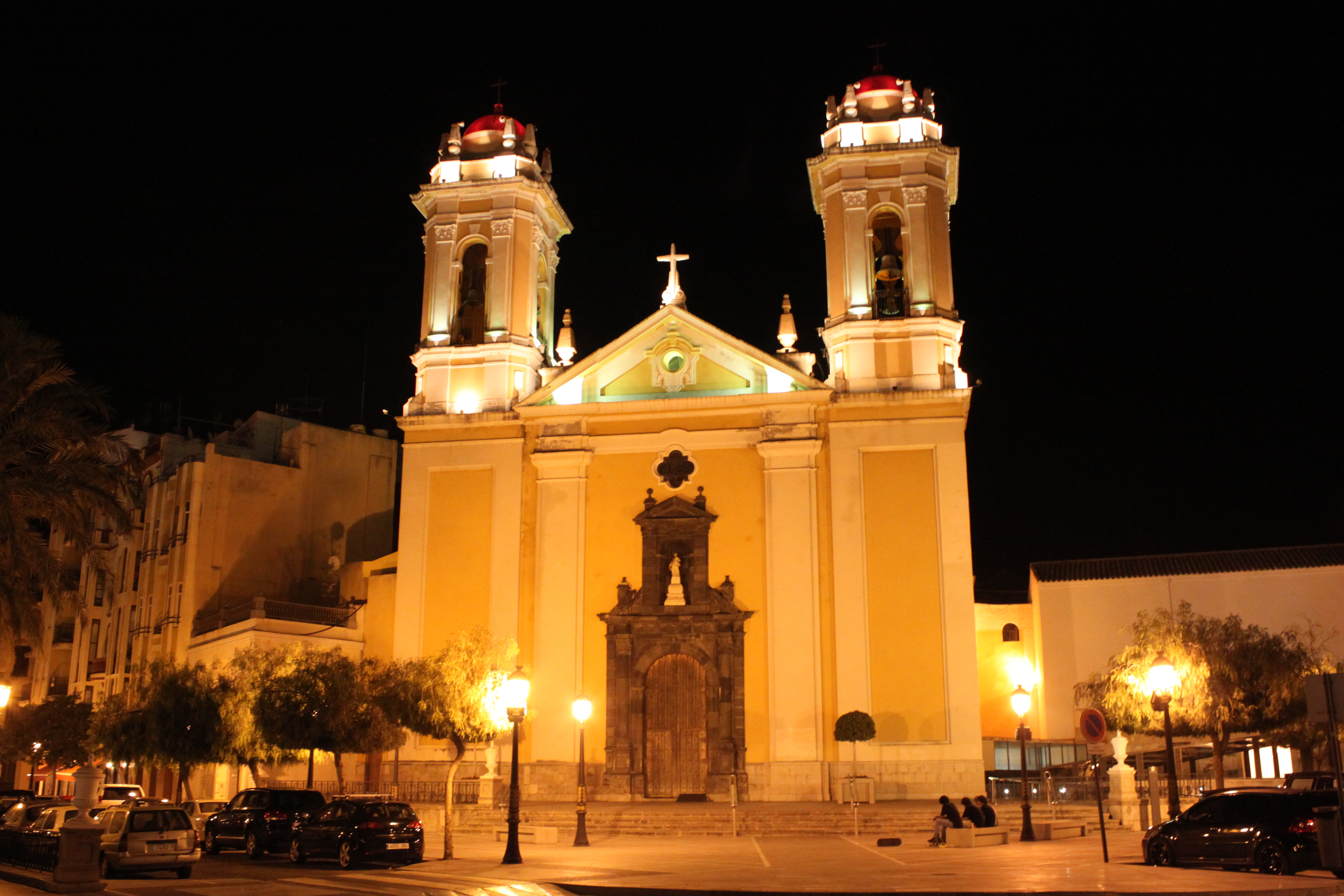
Vista nocturna

Las obras continúan incluso después de la consagración. El coro fue derribado en 1728 al considerarse demasiado grande para las necesidades del culto. En 1735, siguiendo trazas de Ochoa, es construido el Sagrario, de planta rectangular y bóveda de cañón con lunetos. A fines del siglo XVIII, durante el cerco de 1790-1791, cubiertas y vidrieras sufrieron importantes daños que precisaron costosas reposiciones. En 1828 se sustituyó el retablo mayor por un lienzo de la Asunción de la Virgen. A fines del siglo XIX la media naranja se desploma debiendo ser levantada de nueva planta a inicios del siglo XX.
La catedral, hoy día, es un inmueble de planta rectangular, con tres naves cuyo aspecto es consecuencia de la actuación que en 1954 y 1955 dirigieron los arquitectos Gaspar y José Blein. La cabecera con testero plano construida por Ochoa fue profundamente transformada construyéndose un nuevo presbiterio con coro a la romana y girola a la que abren capillas radiales, inspirado en la seo gaditana. Otra sustancial transformación supuso la construcción de la capilla del Sacramento (Sagrario) en el eje axial del templo, sobre el terreno ocupado por dependencias capitulares.
Las naves quedan delimitadas por pilares de sección cuadrada sobre los que se sitúan arcos de medio punto. A lo largo de la nave central se dispone un entablamento corrido y cornisa sobre el que se disponen las cubiertas de bóveda de cañón, con lunetos separados por fajones en la central y bóvedas de aristas en las laterales.
El crucero se cubre con media naranja, como ya ha sido dicho, apoyada sobre pechinas adornadas con medallones en relieve representando a los cuatro Evangelistas, obra de Bonifacio López Torvizco. Su intradós se divide por medio de gallones en los que se representan los Padres de la Iglesia, obra de José Martín Ocaña.
La girola se divide en doce tramos, comunicados con la Capilla Mayor por medio de arcos de medio punto y dinteles. Alternan los tramos de planta cuadrada con los de planta triangular cubriéndose todos con bóvedas de arista.
Su imafronte debe también su aspecto de estilo neoclásico a la reforma de mediados del siglo XX durante la que se sustituyó la torre mocha existente por dos torres campanarios que recuerdan las de la catedral de Cádiz, manteniéndose la portada labrada en serpentina verde local en el siglo XVII.
En el subsuelo del templo se encuentran varias sepulturas donde se hallan enterrados personajes de noble alcurnia entre los que cabe destacar varios de los obispos que han ocupado la sede de Ceuta.
Adosado a la catedral, existe un edificio con departamentos auxiliares que albergan la Vicaría, Secretaría, Archivo Diocesano, Librería y Museo Catedralicio y otras dependencias diocesanas, además de la residencia del obispo, alrededor de un pequeño patio triangular.
Destacan la Capilla del Santísimo con un retablo barroco y los frescos de Miguel Bernardini, además de tres grandes lienzos y la imagen de la Virgen Capitana de origen portugués (siglo XV).